# Neuroleptische Schwelle
Die neuroleptische Schwelle (von altgriechisch ἐπίλαμβάνω epílambano, deutsch ‚zufassen, erfassen, ergreifen, an sich nehmen, angreifen [auch feindlich]; weiter übliche substantivierte Bedeutung: Angriff, Anfall, Überfall‘) stellt ein psychiatrisches Behandlungskonzept der Anwendung von Neuroleptika dar. Es zielt darauf ab, eine möglichst geringe Dosierung dieser Medikamente einzuhalten, ohne das Risiko empfindlicher Nebenwirkungen und Spätschäden einzugehen. Es wurde von dem deutschen Psychiater Hans-Joachim Haase (1922–1997) erarbeitet.(a)

## Psycholepsie
Der Begriff Psycholepsie wurde von Pierre Janet (1859–1947) geprägt und von seinem Schüler Jean Delay (1907–1987) neu aufgegriffen.(a) Delay beschrieb 1952 erstmals eine spezifisch psychische Wirkungsweise von Medikamenten.(b) Die gezielte Einflussnahme auf eine „höhere Nerventätigkeit“ bezeichnet er als „psycholeptisch“.(a) Sie stellt eine somatotherapeutische Maßnahme dar, die der Ergänzung durch Psychotherapie bedarf, um dann die mit Hilfe der Medikamente bewusst verminderte emotionale Ansprechbarkeit nach einer eingetretenen vorübergehenden Beruhigung mit therapeutischer Unterstützung erneut auf die auslösenden Erlebnisse zu lenken. Dies sei im Sinne einer Aufarbeitung traumatischer Erfahrungen oder ungenügender Bewältigung drängender Lebensfragen unerlässlich.(b) Diese therapeutischen – und im engeren medikamentösen Sinne „psycholeptischen“ – Gesichtspunkte werden den Anwendungsbereichen der Neurolepsie in der Anästhesie und Notfallmedizin gegenübergestellt.(b) Damit wurden die begrifflichen Voraussetzungen für die künftige Stoffgruppe der Psycholeptika geschaffen. Psycholeptika sind Medikamente, die sich in besonderer Weise zur Behandlung endogener Psychosen aus dem schizophrenen und manisch-depressiven Formenkreis sowie auch paranoid-halluzinatorischer und depressiver Bilder anderer Genese eignen.(a) Allerdings hat sich die Begriffsbildung der Psycholepsie nicht überall durchgesetzt. Die Begriffe Psycholepsie und Neurolepsie werden selten gebraucht und dann auch oft synonym verwendet. Dennoch erscheint die Unterscheidung im Hinblick auf die Frage nach der wünschenswerten Dosierung dieser Medikamente bedeutsam. Auch die kritische Bewertung des Behandlungskonzepts der neuroleptischen Schwelle und des damit verbundenen Rahmens für die Dosierung kann nicht ohne den begrifflichen Gegensatz zwischen Neurolepsie und Psycholepsie auskommen, siehe → Kap. Kritik.

## Die Bedeutung der Schwelle
Bei der optimalen Dosierung eines Neuroleptikums mit dem größtmöglichen psycholeptischen Effekt und möglichst geringer Dosis an Wirksubstanz sowie möglichst geringen störenden Nebenwirkungen spielen folgende zwei Gesichtspunkte eine wesentliche Rolle.

### Disposition
Haase betont, dass es für jeden Menschen eine individuelle Disposition der Verträglichkeit von Neuroleptika gebe. Diese interindividuell unterschiedliche Empfindlichkeit sei dafür verantwortlich, dass die medikamentöse Behandlung eines Patienten in gewissen Fällen bis zum 15fachen einer Mindestdosis gesteigert werden könne, die für einen eher stark auf das Mittel ansprechenden Patienten zu beachten sei.(c) Daher werde auch eine vorsichtig einschleichende Behandlung mit langsam zu steigernden Dosen empfohlen.(d) Erst oberhalb dieser immer individuell neu zu bestimmenden ganz bestimmten Schwellendosis beginne die spezifisch psychotrope Wirkung der Psycholepsie. Unterhalb dieser Schwelle sei lediglich eine sedierende Wirkung zu erzielen oder es komme nur zu einer leichten affektiven Entspannung wie bei der Tranquilizer-Wirkung ohne neuroleptische Potenz.

### Neuroleptische Potenz
Die bei einer bestimmten Person letztlich anzuwendende Dosis zum Erreichen der neuroleptischen Schwelle, bzw. zum Erreichen der Psycholepsie wird neben der Disposition entscheidend bestimmt durch die neuroleptische Potenz oder Wirkungsstärke eines Mittels. Darunter versteht Haase die für jedes psycholeptisch wirkende Mittel durchschnittliche Dosis, die zum Erreichen der neuroleptischen Schwelle erforderlich ist, gemessen an der entsprechenden durchschnittlichen Dosis an Chlorpromazin zwischen 150 und 400 mg. Das zuerst bekannt gewordene Neuroleptikum Chlorpromazin wurde als Referenz benutzt und seine Wirkungsstärke als 1 gesetzt. Im Vergleich dazu beträgt die Wirkungsstärke anderer Mittel wie etwa Promazin ⅓ – ½, Periciazin = 5, Haloperidol = 50. Promazin ist also ein schwach potentes, Haloperidol ein stark potentes Mittel.(e)

## Feinmotorik
Um individuelle Disposition und die auf ein jeweiliges Präparat bezogene neuroleptische Potenz näher zu beurteilen, empfiehlt Haase bei vorsichtig einschleichender Dosierung erste feinmotorisch erkennbare Anzeichen einer Veränderung der Handschrift zu beachten. Dazu hat er eine spezielle Methodik des Handschrifttests entwickelt. Personen, denen das jeweilige Mittel verabreicht wird, sollen die vierzeilige Strophe eines ihnen bekannten Liedtexts wie etwa ›Üb immer Treu und Redlichkeit‹ oder ›Der Mai ist gekommen‹ dreimal nacheinander zur Dokumentation ihrer feinmotorischen Fähigkeit niederschreiben. Als Vergleichsschrift dienen 3 an verschiedenen Tagen vor Anwendung der Mittel abgenommene solche Schriftproben. Beginnend mit dem Tag der ersten Anwendung der Mittel werden jeweils drei verschiedene Schriftproben durchgeführt. Die dabei als erstes erhaltene verkleinerte Schriftprobe gilt im Sinne einer Mikrographie als maßgeblich für das Überschreiten der neuroleptischen Schwelle.(f)

## Kritik
Die Annahme einer Schwellendosis, ab der psycholeptische Wirkungen zu erzielen seien, geht von der neurophysiologischen Vorstellung einer Reizschwelle aus, auch wenn diese Theorie einer individuellen Disposition Rechnung tragen muss. Diese „Schwelle“ erweckt zugleich die Vorstellung einer naturwissenschaftlich relativ einfach begründbaren und quasi experimentell im Handschrifttest erkennbaren körperlichen Wirkung, von der die psychotrope Wirksamkeit ausgehe. Es stellt sich jedoch die Frage, ob es sich hierbei nicht eher um eine beginnende Neurolepsie als um eine Psycholepsie handelt. In der Tat ist die Herabsetzung der affektiven Ansprechbarkeit nach Delay nicht einfach messbar. Im Gegensatz dazu ist die Handschrift nach Karl Jaspers (1883–1969) als „sinnhaft objektiver Tatbestand“ aus rein praktischen Gründen gut geeignet, um feinmotorische Fähigkeiten zu dokumentieren. Dennoch sind Zweifel anzumelden, ob hier wesentliche psychische Fähigkeiten beurteilt werden, wie Jaspers sie beschreibt oder ob es sich um ein eher neurologisches Untersuchungsverfahren handelt, das mit gutem Grund auch bei Parkinsonkranken Anwendung findet und nicht die Aktivität der Hirnrinde, sondern die der Stammganglien betrifft.
Rudolf Degkwitz (1920–1990) ist der Auffassung, dass Haases Konzeption der neuroleptischen Schwelle eine begriffliche Einengung der Neurolepsie auf die extrapyramidal-motorische Komponente darstellt.(b)
In diesem Zusammenhang sei an die mit der klassischen deutschen Psychiatrie verbundene Systematik der Krankheiten erinnert. Diese Systematik wird dargestellt durch das triadische System der psychischen Krankheiten und die bisher unbewiesene Hypothese der körperlich begründbaren endogenen Psychosen. Eine solche einfache körperliche oder neurophysiologische Grundlage dieser Erkrankungen erscheint eher unwahrscheinlich. Sie hat sich insbesondere für die Schizophrenie bisher nicht erwiesen. Es gilt hier vielmehr eine multikonditionale Betrachtungsweise.
Bemängelt wird, dass das Bezugssystem von Disposition und neuroleptischer Potenz eine zu große Spannbreite und mögliche gegenseitige Überschneidung dieser beiden Wirkungskonzepte aufweise. Die Unterscheidung sei damit für die Dosierung in der Praxis erschwert. Außerdem habe die Entwicklung der atypischen Neuroleptika die engen Grenzen des Verfahrens deutlich gemacht. Es sei daher angebracht, sich eher am Wirkungsspektrum eines jeweiligen Medikaments zu orientieren. Dies ist bereits mit der Erörterung der Zielsymptome geschehen.
Selbst Haase weist auf das Problem der Drehtürpsychiatrie hin, das darin bestehe, dass fast 72 % der untersuchten psychiatrischen Krankenhausaufnahmen schizophrener Patienten Wiederaufnahmen darstellten gegenüber lediglich ca. 28 % Neuaufnahmen. Auch die Anzahl der Wiederaufnahmen bei schizophrenen Patienten habe sich im Vergleich zu den entsprechenden Inzidenzen an Krankenhausaufnahmen aus der Ära vor Einführung der Neuroleptika erhöht.(g) Darin zeige sich neben anderen soziologischen Faktoren das Problem unzureichender Nachbehandlung. Es liege die Interpretation auf der Hand, dass hier zwar kurzfristig mit Hilfe der Medikamente der „gegenwärtige Zustand“ gebessert wurde, langfristig jedoch die „Bereitschaft, zum paranoiden Erleben“ nicht hinreichend günstig beeinflusst worden sei.(h) Damit stellt sich in besonders dringender Art und Weise die auch bereits von Delay und Degkwitz gestellte Frage nach der notwendigen Einheit von medikamentöser und psychotherapeutischer Behandlung.(c) (c) Wenn man einräumt, dass das Konzept der neuroleptischen Schwelle auf Einsparung an Wirksubstanz abzielt, so scheint es sich doch auch um ein in der gesamten Medizin zu beobachtendes Phänomen des Drehtüreffekts zu handeln. Dies insofern als medikamentöse Somatotherapie in der Regel eher akzeptiert wird als Psychotherapie. Angesichts der vergleichsweise häufigen Rückfälle besteht seitens der institutionell im Krankenhaus tätigen Ärzte die Versuchung, eine „lebenslange“ Einnahme von – leider mit störenden Nebenwirkungen behafteten – Medikamenten zu fordern. Zweifel an der Wirksamkeit einer Dauermedikation auf die Rückfallhäufigkeit hat schon Degkwitz angemeldet.(d) Die Empfehlung einer anzuwendenden Dauermedikation erscheint auch angesichts der ärztlich wohl aus praktischen Gründen bevorzugten rein technischen Prüfung der Feinmotorik bzw. der Handschrifttests problematisch, weil so der technologisch falsche Eindruck einer scheinbar optimalen ärztlichen Versorgung entsteht. Die verordnenden Ärzte kennen die persönlichen Sorgen ihrer Patienten um so weniger, als sie sich mit eher somatischen und rein sicherheitstechnisch zu behandelnden Fragen der Anwendung ggf. auch von Langzeitneuroleptika befassen. Hierbei können weitere schädliche Nebenwirkungen außer den Spätdyskinesien übersehen werden. Die Frage stellt sich, ob durch dauerhafte medikamentöse Blockierung bestimmter affektiver Erregungssummen nicht Schäden im Sinne eines chronischen Affektkorrelats entstehen. Damit bleibt zu wünschen, dass dem Kranken ein mindestens Verständnis bzw. eine mindeste Empathie für seine Eigenwelt entgegengebracht wird.